# Gufelstock
Der Gufelstock ist ein 2436 m ü. M. hoher Berg im Schweizer Kanton Glarus.
Der Gufelstock liegt in den zentralen Glarner Alpen, wo er sich im Norden über den Ober Murgsee im Murgtal sowie im Süden über das Dorf Engi im Sernftal erhebt. Am Westhang erstrecken sich über das Gebiet Bei den Seelenen mehrere kleine Bergseen. Im Süden schliesst sich an den Gufelstock der Breitchamm an, während sich im Nordwesten der Gipfel Höch (2426 m ü. M.) an den Gebirgskamm anschliesst.